# Gromki (Bartoszyce)
Gromki (deutsch Grommels) ist ein Ort in der polnischen Woiwodschaft Ermland-Masuren. Er gehört zur Gmina Bartoszyce (Landgemeinde Bartenstein) im Powiat Bartoszycki (Kreis Bartenstein (Ostpr.)).

## Geographische Lage
Gromki liegt in der nördlichen Mitte der Woiwodschaft Ermland-Masuren, 34 Kilometer südlich der früheren und heute auf russischem Gebiet gelegenen Kreisstadt Friedland (russisch Prawdinsk) bzw. zwölf Kilometer südöstlich der heutigen Kreismetropole Bartoszyce (deutsch Bartenstein).

## Geschichte
Das kleine Dorf Germholz wurde vor 1785 Grommelsdorf, um 1795 Gromholz und nach 1820 Grommels genannt. Als 1874 der Amtsbezirk Quossen (polnisch Kosy) im ostpreußischen Kreis Friedland (1927 umbenannt in „Kreis Bartenstein“) errichtet wurde, wurde Grommels eingegliedert. Im Jahre 1910 zählte das Dorf 79 Einwohner.
Am 30. September 1928 schloss sich Grommels mit den Nachbargutsbezirken Königs (polnisch Króle) und Quossen (Kosy) zur neuen Landgemeinde Grommels zusammen. Die Einwohnerzahl dieser neu formierten Gemeinde belief sich 1933 auf 264 und 1939 auf 235. Wenig später wurde der Amtsbezirk Quossen aufgelöst und die Landgemeinde Grommels in den Amtsbezirk Gallingen (polnisch Galiny) eingegliedert.
In Kriegsfolge wurde das gesamte südliche Ostpreußen 1945 an Polen abgetreten. In diesem Zusammenhang erhielt Grommels die polnische Namensform „Gromki“. Der Ort ist heute eine Ortschaft innerhalb der Landgemeinde Bartoszyce (Bartenstein) im Powiat Bartoszycki (Kreis Bartenstein (Ostpr.)), 1975 bis 1998 der Woiwodschaft Olsztyn, seither der Woiwodschaft Ermland-Masuren zugehörig. Im Jahre 2021 zählte Gromki 79 Einwohner.

## Religion
Christentum
Bis 1945 war Grommels in die evangelische Kirche Gallingen in der Kirchenprovinz Ostpreußen der Kirche der Altpreußischen Union, außerdem in die römisch-katholische Kirche St. Bruno in Bartenstein im damaligen Bistum Ermland eingepfarrt.
Heute gehört Gromki katholischerseits zur Mariä-Himmelfahrt-Kirche in Galiny (Gallingen) im jetzigen Erzbistum Ermland, evangelischerseits zur Kirchengemeinde der Stadt Bartoszyce, einer Filialgemeinde der Johanneskirche in Kętrzyn (Rastenburg) in der Diözese Masuren der Evangelisch-Augsburgischen Kirche in Polen.

## Verkehr
Gromki liegt östlich der verkehrstechnisch bedeutenden polnischen Landesstraße 57 – hier auf der Trasse der früheren deutschen Reichsstraße 128 – und ist über den Abzweig Galiny in Richtung Bajdyty (Beyditten) zu erreichen. Eine Bahnanbindung besteht nicht.